# Skönvik, Sundsvall
Skönvik är en före detta bruksort i Sköns socken, Sundsvalls kommun. Området ingår numera i tätorten Sundsvall.
Vid Skönvik som ligger på byn Birstas ägor fanns sedan gammalt en lastageplats för utskeppning av timmer från flera sågar i Jämtland och Medelpad. 1811 anlades här ett glasbruk, som var i drift fram till 1870. Fredrik Bünsow blev 1856 ägare till Skönviks lastageplats och vattensågarna i Oxsjö, Gussjö, Ljungå, Fagervik och Österström, och 1860 lät han uppföra en ångsåg med sex ramar i Skönvik, och 1861 bildades Skönviks aktiebolag med Bünsow som VD. Genom hans fortsatta utbyggnad blev snart sågverket i Skönvik ett av Sveriges främsta. 1886 lät bolaget även anlägga en ångsåg och lastageplats i Östrand. En ny såg med utökad kapacitet uppfördes 1889, man lät även uppföra ett eget elverk och anlägga järnvägsspår inom området. Bolaget ägde även ett gjuteri och mekanisk verkstad, samt en kemisk-teknisk fabrik. 1894 inköptes Ortvikens sågverk. Man ägde även sågverken i Stavre och Oxsjö, samt Österströms järnväg. I början av 1900-talet hade man omkring 500 anställda vid sågverken i Östrand och Skönvik. 1916 köpte Skönviks AB även Tuna fabriksaktiebolag i Matfors som bland annat drev ett pappersbruk och en trådspiksfabrik. Skönvik var även delägare i Nyhamns sulfitfabrik. Under den ekonomiska krisen på 1920-talet kom Handelsbanken att bli ägare till Skönviks AB, och kom att ingå i det av Ivar Kreuger skapade SCA. 1951 lades sågen i Skönvik ned.